# آشاغی چای
آشاغی چای مربوط به دوره اشکانیان است و در شهرستان هشترود، بخش مرکزی، روستای کله گرد واقع شده و این اثر در تاریخ ۱۸ خرداد ۱۳۸۴ با شمارهٔ ثبت ۱۱۸۹۴ به‌عنوان یکی از آثار ملی ایران به ثبت رسیده است.